# Saronno Foot-Ball Club 1914-1915
Questa voce raccoglie le informazioni riguardanti il Saronno Foot-Ball Club nelle competizioni ufficiali della stagione 1914-1915.

## Rosa
| N. |                   | Ruolo | Calciatore          |
| -- | ----------------- | ----- | ------------------- |
|    | Italia (bandiera) | A     | Astori              |
|    | Italia (bandiera) | C     | Paolo Balestrini    |
|    | Italia (bandiera) | A     | Virginio Banfi      |
|    | Italia (bandiera) | A     | Arturo Boiocchi (I) |
|    | Italia (bandiera) | A     | Giovanni Carugati   |
|    | Italia (bandiera) | C     | Erminio Dario       |
|    | Italia (bandiera) | C     | Gosweiller (III)    |

| N. |                   | Ruolo | Calciatore           |
| -- | ----------------- | ----- | -------------------- |
|    | Italia (bandiera) | C     | Antonio Lietti (I)   |
|    | Italia (bandiera) | A     | Costante Longhi      |
|    | Italia (bandiera) | D     | Antonio Meazza       |
|    | Italia (bandiera) | P     | Luigi Robbiati       |
|    | Italia (bandiera) | D     | Giovanni Semelli (I) |
|    | Italia (bandiera) | A     | Amelio Veronelli     |